# Charles-Philippe Larivière

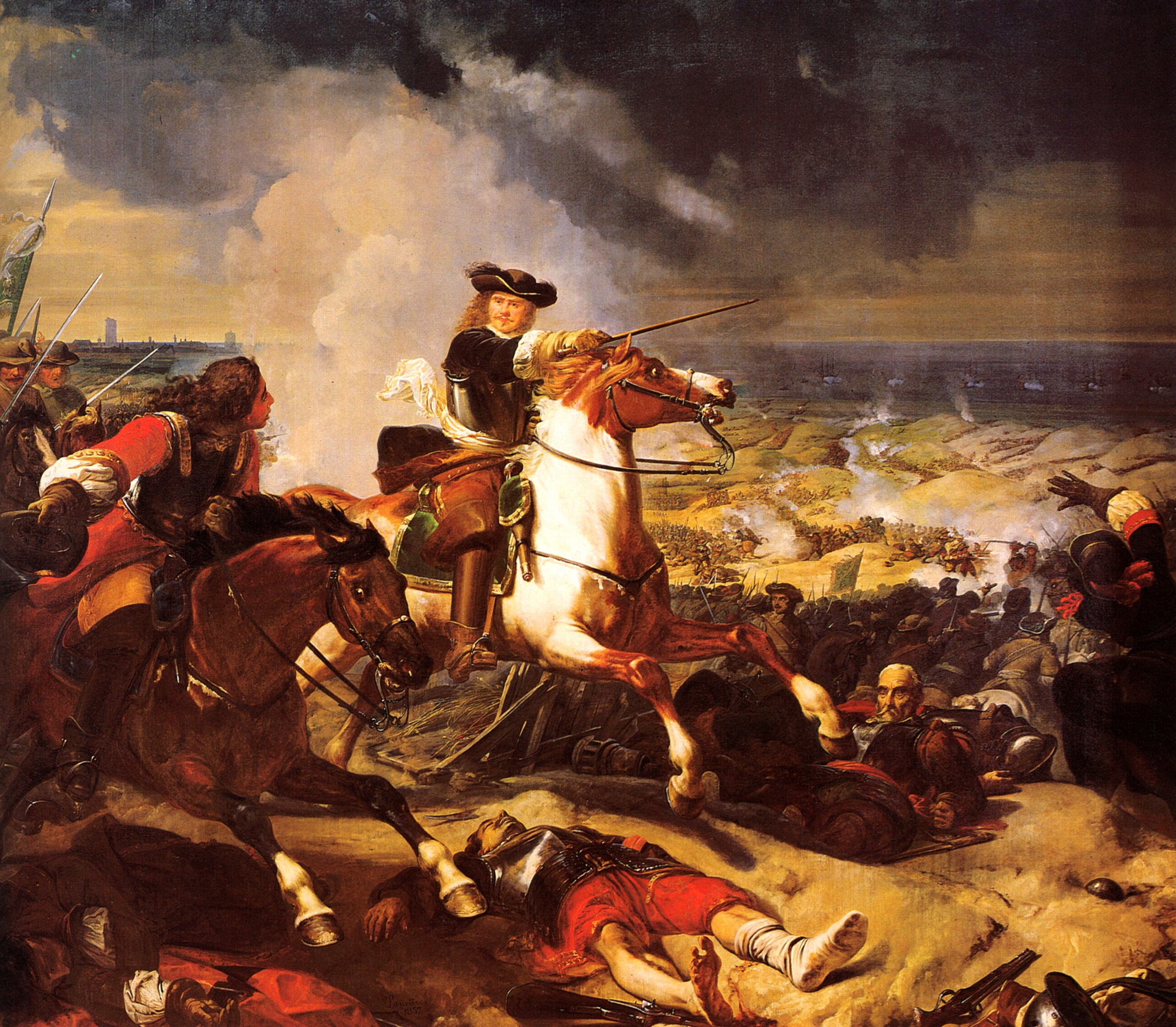
Slaget vid Dunkerque, målning från 1837.

Charles Philippe de Larivière, född 28 september 1798 i Paris, död 29 februari 1876 i Paris, var en fransk målare.
Larivière, som var lärjunge till Anne-Louis Girodet och Antoine-Jean Gros, vann romerska priset 1824 och blev sedan en av de officiella målare, som på beställning av staten utförde stora dukar för offentliga byggnader, framför allt Versailles. Larivière målade Hertigens  av Orleans ankomst till Hôtel de ville i juli 1830 och Prinsen-presidentens återkomst till Paris från en resa i södra Frankrike 1852 och dessutom bataljstycken och porträtt.